# بينغي غريغوري
بينغي غريغوري (بالإنجليزية: Benji Gregory)‏ هو ممثل أمريكي، ولد في 26 مايو 1978 في لوس أنجلوس في الولايات المتحدة.

## وصلات خارجية
- بينغي غريغوري على موقع IMDb (الإنجليزية)
- بينغي غريغوري على موقع ألو سيني (الفرنسية)
- بينغي غريغوري على موقع أول موفي (الإنجليزية)
- بينغي غريغوري على موقع قاعدة بيانات الفيلم (الإنجليزية)
- بينغي غريغوري على موقع كينوبويسك (الروسية)